# Aslamidium semicirculare
Aslamidium semicirculare es un coleóptero de la familia Chrysomelidae.
Fue descrita científicamente por primera vez en 1808 por Olivier.